# Calistoga (cràter)
Calistoga és un cràter sobre la superfície de (951) Gaspra, situat amb el sistema de coordenades planetocèntriques a 30 ° de latitud nord i 2 ° de longitud est. Fa un diàmetre de 1.2 km. El nom va ser fet oficial per la UAI l'any 2003 i fa referència a un resort a Calistoga, Califòrnia, Estats Units d'Amèrica.